# Aarre Merikanto
Aarre Merikanto (ur. 29 czerwca 1893 w Helsinkach, zm. 29 września 1958 tamże) – fiński kompozytor i pedagog muzyczny.

## Życiorys
Syn kompozytora Oskara Merikanto. Studiował kompozycję u Erkkiego Melartina w Instytucie Muzycznym w Helsinkach, następnie w latach 1912–1914 był uczniem Maxa Regera w konserwatorium w Lipsku. Od 1915 do 1916 roku kształcił się pod kierunkiem Siergieja Wasilenki w Konserwatorium Moskiewskim. Wykładał teorię i analizę muzyczną (1936–1951) oraz kompozycję (1951–1958) w Akademii Sibeliusa w Helsinkach. Stosował nowatorskie, niekonwencjonalne metody nauczania. Do grona jego wychowanków należeli Leonid Bashmakov, Paavo Heininen, Usko Meriläinen, Einojuhani Rautavaara i Aulis Sallinen.

## Twórczość
Początkowo tworzył w idiomie romantycznym, z czasem zaczął stosować bardziej nowoczesne środki typowe dla modernizmu. W swojej twórczości wykorzystywał elementy fińskiego folkloru muzycznego, stosował schromatyzowaną harmonikę i specyficzną kolorystykę brzmienia. Wpływ na jego styl wywarła muzyka kompozytorów rosyjskich (szczególnie Aleksandra Skriabina) oraz francuskich. Jego opera Juha (wyst. 1963) uważana jest za najważniejsze dzieło w dziedzinie opery fińskiej. Za życia kompozytora jego twórczość była rzadko wykonywana, zyskała szerszą popularność dopiero po jego śmierci.
Utwory Merikanta wydawane były przez oficyny Fazer w Helsinkach i Schott w Moguncji, ich rękopisy przechowywane są w zbiorach Oy Yleisradio AB w Helsinkach.

## Wybrane kompozycje
(na podstawie materiałów źródłowych)

### Utwory orkiestrowe
- 3 symfonie (I 1916, II 1918, III 1953)
- 3 koncerty fortepianowe (I 1913, II 1937, III 1953)
- 4 koncerty skrzypcowe (I 1916, II 1925, III 1931, IV 1954)
- 2 koncerty wiolonczelowe (I 1919, II 1941–1944)
- suita symfoniczna Lemminkainen (1916)
- Fantasie (1923)
- poemat symfoniczny Pan (1924)
- Koncert na skrzypce, klarnet, róg i sekstet smyczkowy (1925)
- Concert Piece na wiolonczelę i orkiestrę kameralną (1926)
- Symphonic Study (1928; zniszczone, zrekonstruowane przez Paavo Heininena 1981)
- poemat symfoniczny Notturno (1929)
- Suita taneczna (1934)
- poemat symfoniczny Kyllikin ryöstö (1935)
- Intrada (1936)
- Scherzo (1937)
- 3 Impressions (1940)
- Soitelma kesäyölle (1942)
- Hymn olimpijski (1954)
- Andante na smyczki (1956)

### Utwory kameralne
- 2 kwartety smyczkowe (I 1913, II 1939)
- Trio smyczkowe (1912)
- Trio fortepianowe (1917)
- Nonet (1926)
- Sekstet smyczkowy (1932)
- Partita na harfę i instrumenty dęte drewniane (1936)

### Utwory wokalno-instrumentalne
- Genesis na sopran, chór i orkiestrę (1956)
- Tuhma na chór męski i orkiestrę (1956)

### Opery
- Helena w 1 akcie (1911, wyst. Helsinki 1912)
- Juha w 3 aktach (1920–1922, wyk. radio fińskie 1958, wyst. Lahti 1963)